# Egyptienne

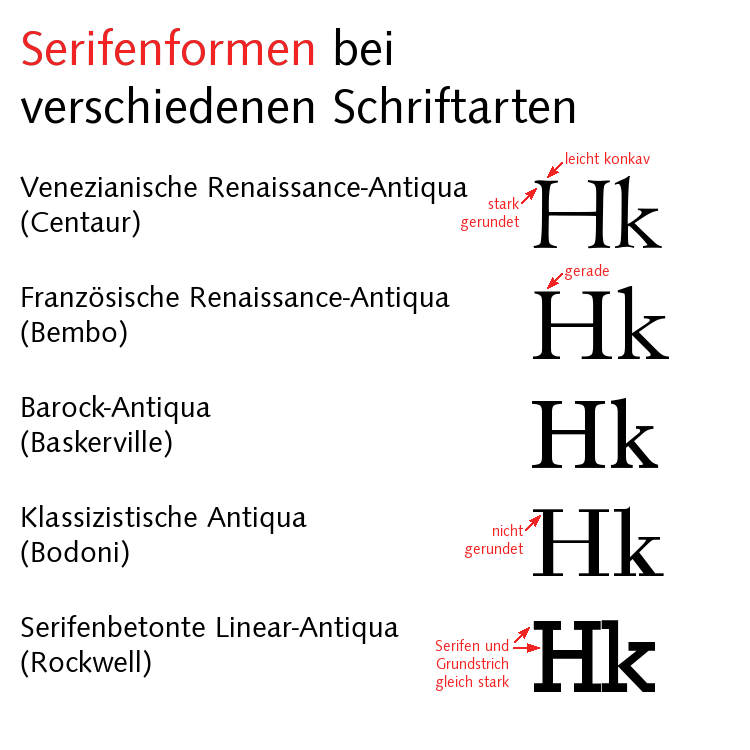
Serifenformen. Unten die typische Serifenform der Serifenbetonten Linear-Antiqua.

Die Egyptienne ist eine aus der Antiqua abgeleitete Schriftklasse, bei der die Serifen blockartig gestaltet und betont sind. Man spricht auch von „serifenverstärkten“ Schriften. Im englischen Sprachraum ist die Bezeichnung Slab Serif oder Square Serif geläufig, in Frankreich Mécanes, in den Niederlanden Mechanen und in Italien Egiziani. Diese Schriften entstanden im 19. Jahrhundert und hatten dort auch ihre Blüte.
Heute wird die Egyptienne nach DIN 16518 als Serifenbetonte Linear-Antiqua bezeichnet, allerdings werden ihr auch Schriften zugerechnet, die das Merkmal der (nahezu) konstanten Strichstärke (Linear-Antiqua) nicht erfüllen. Nur Vertreter der Unterart der geometrischen Egyptienne zählen im Regelfall zu den Linear-Antiqua.

## Geschichte

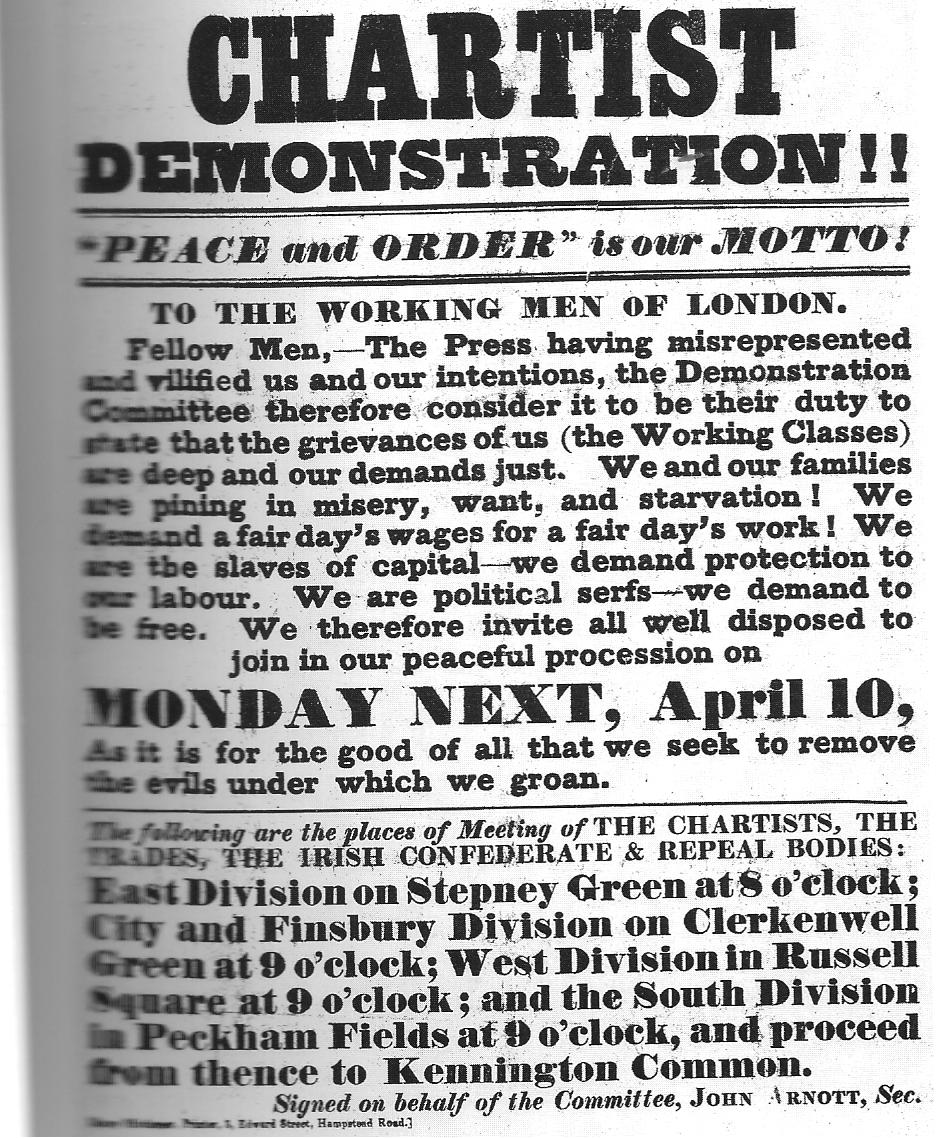
Die Überschrift und ein großer Teil des Fließtexts dieses Plakats von 1848 sind in Egyptienne-Schnitten gesetzt. Dazwischen sind auch Zeilen in klassizistischen Antiqua-Schnitten gesetzt.

Die Egyptienne entstand Anfang des 19. Jahrhunderts in England als Antwort auf den gestiegenen Bedarf an auffälligen Werbeschriften. Die erste Egyptienne wurde 1815 von Vincent Figgins veröffentlicht. Zum ersten Mal erwähnt wurde die Egyptienne-Schrift in vereinzelten Drucktypen 1820, und zwar in einem Auktionsverzeichnis der Schriftgießerei Thorne. Man nannte sie „Egyptienne“, obwohl sie nichts mit der ägyptischen Schrift zu tun hatte. Die Bezeichnung erinnert an den Namen des von den Engländern gekaperten Schiffs, das 1802 den Stein von Rosette nach London brachte, zu einer Zeit, in der die Menschen sehr viel Interesse an der ägyptischen Kunst zeigten. Auch im 20. Jahrhundert gab es noch Schriften, die mit einem ägyptischen Namen versehen wurden (wie z. B. Memphis, Ramses etc.).
Waren die ersten Egyptienne-Schriften noch aus der klassizistischen Antiqua abgeleitet, so wurden sie später aus serifenlosen Schriften konstruiert. Heute treten serifenbetonte Schriften oft als Komponente eines größeren Schriftsystems auf, beispielsweise TheSerif oder Siemens Slab.
Die meisten nichtproportionalen Schriftarten, etwa Schreibmaschinenschriften, sind Egyptienne-Schriften, da die kräftigen Serifen helfen, den Leerraum um schmale Buchstaben wie „i“ und „l“ auszufüllen und eine optische Verbindung zu den benachbarten Buchstaben herzustellen. Dünner gestaltete Serifen würden bei Schreibmaschinen leicht beim Anschlagen abbrechen. Ein bekanntes Beispiel einer solchen Schreibmaschinen-Schriftart ist die Courier.

## Merkmale und Klassifikation
Das wichtigste gemeinsame Merkmal der Egyptienne-Schriften sind die betonten Serifen und die im Unterschied zu den zeitgleich populären klassizistischen Antiqua-Schriften, die einen besonders hohen Strichkontrast mit sehr feinen Haarstrichen aufweisen, viel gleichmäßigeren Strichstärken mit geringem Kontrast. Bei Italienne-Schriften – falls man diese, was nicht unumstritten ist, zu den Egyptienne-Schriften rechnet – ist der Strichkontrast hingegen wieder deutlich höher, allerdings umgekehrt.
Hans Peter Willberg und Indra Kupferschmid unterscheiden folgende Arten der Egyptienne:
- dynamische Egyptienne: deutlicher Strichkontrast mit schräger Schattenachse, zweistöckiges g, offenes a, basiert auf der Renaissance-Antiqua, hat aber Egyptienne-artige Serifen. Beispiele: PMN Caecilia, TheSerif, Officina Serif, Nexus Mix.

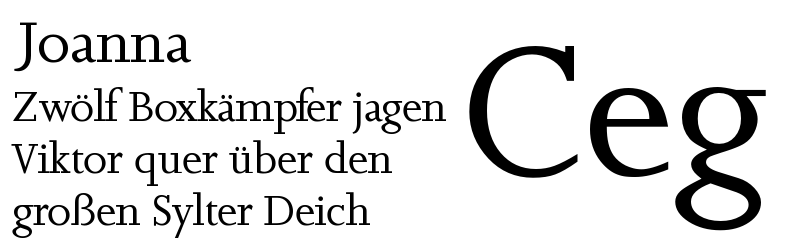
Schriftbeispiel für die Schriftart Joanna

- statische Egyptienne: senkrechte Schattenachse, angeglichene Buchstabenbreiten, ein- oder zweistöckiges g, offenes a, klassizistischer Charakter. Diese Art kann man noch weiter in zwei Unterarten unterteilen:

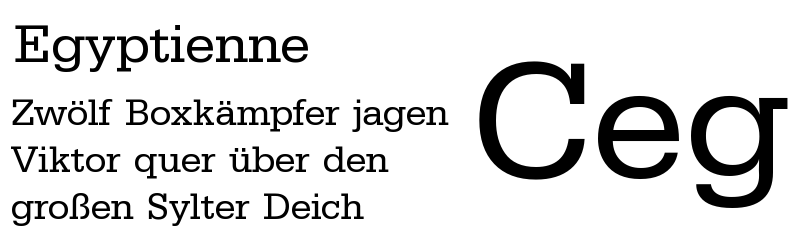
Schriftbeispiel für die Schriftart Egyptienne

- statische Egyptienne mit ungerundet angesetzten Serifen: Beispiele: Glypha, Corporate E, Serifa, Aachen.

- statische Egyptienne mit Rundungen am Serifenübergang („Clarendonartige“):  Beispiele: Clarendon, Egiziano, Volta.

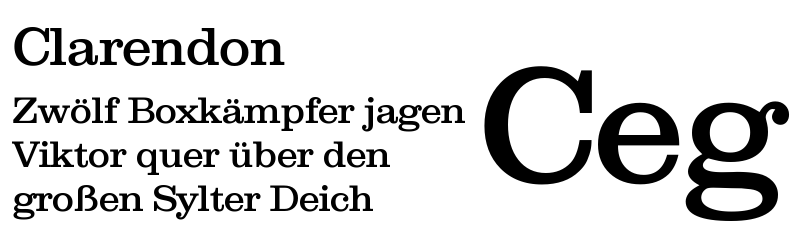
Schriftbeispiel für die Schriftart Clarendon

- geometrische Egyptienne: kein Strichkontrast (Linear-Antiqua), die Serifen gleich stark wie alle anderen Striche, Rundungen sind kreisrund, einstöckiges g, meist geschlossenes a. Beispiele: Rockwell, Cairo, Lubalin Graph, Memphis.

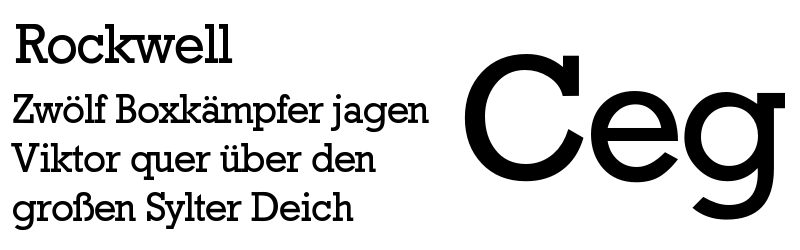
Schriftbeispiel für die Schriftart Rockwell

- dekorative Egyptienne (nach Willberg): diese Art umfasst Egyptienne-Schriften, die zusätzliche Verzierungen aufweisen.

Die Italienne hat das Merkmal, dass bei ihr der Strichkontrast nicht reduziert, sondern vielmehr umgekehrt wird. Beispiel:

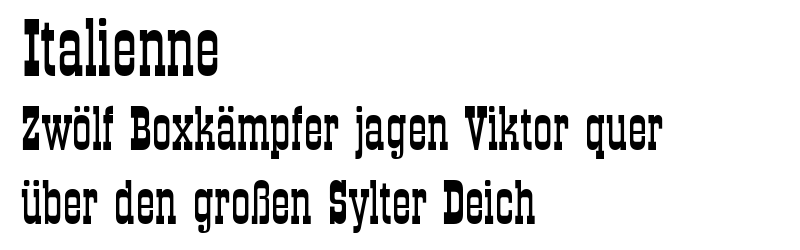
Schriftbeispiel für eine Italienne-Schriftart

## Beispiele

Adelle
American Typewriter
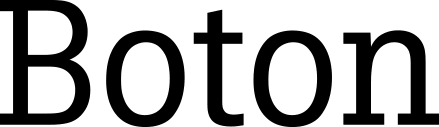
Boton Regular
Clarendon
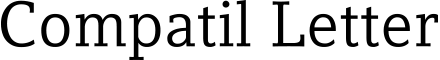
Compatil Letter
Courier
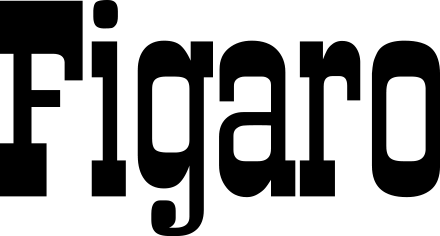
Figaro
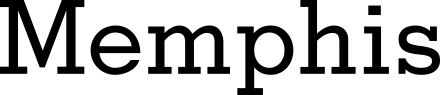
Memphis
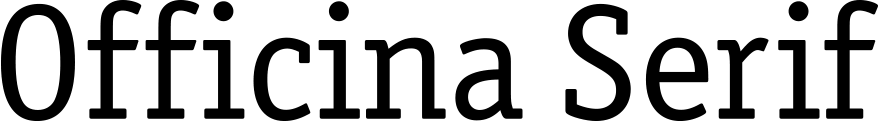
Officina Serif
Rockwell